# Gitterprisma
Ein Gitterprisma ist ein optisches Bauteil, das ein optisches Gitter mit einem Prisma kombiniert. Im Englischen heißt es auch kurz „grism“ (grating + prism).
Gitterprismen finden hauptsächlich in Spektrografen geringer Auflösung Verwendung. Das Gitter dient der Aufspaltung der Wellenlängen. Das Prisma kompensiert für eine bestimmte Beugungsordnung und zentrale Wellenlänge die Ablenkung. Dadurch kann leicht, ohne Neuausrichtung des Detektors, zwischen verschiedenen Gitterprismen oder auch Filtern gewechselt werden.